# Hawaiian Airlines

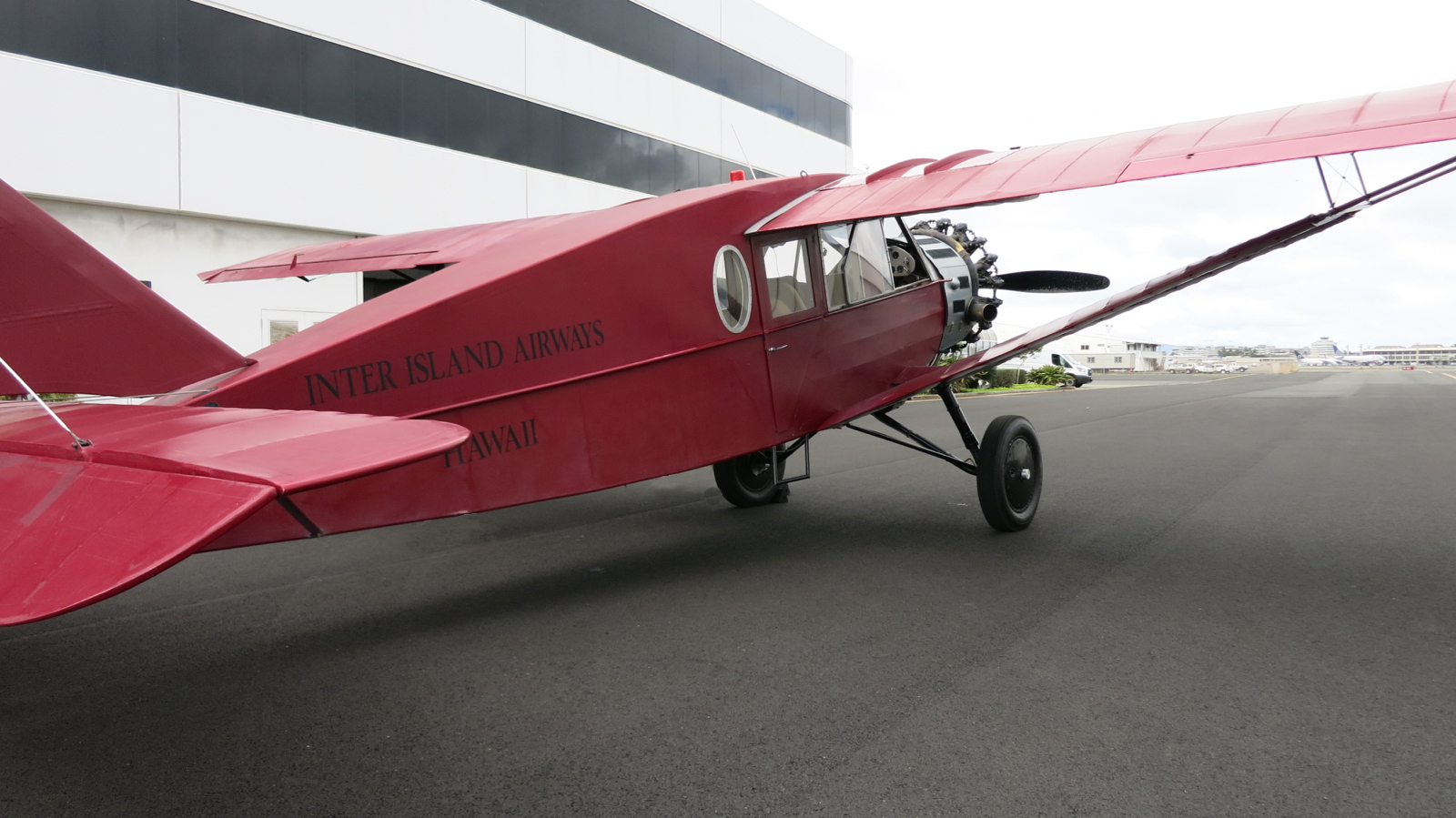
Un Bellanca CH-300, primo velivolo utilizzato dalla società.

Il Convair 340 costituì il primo salto di qualità nei collegamenti interni.

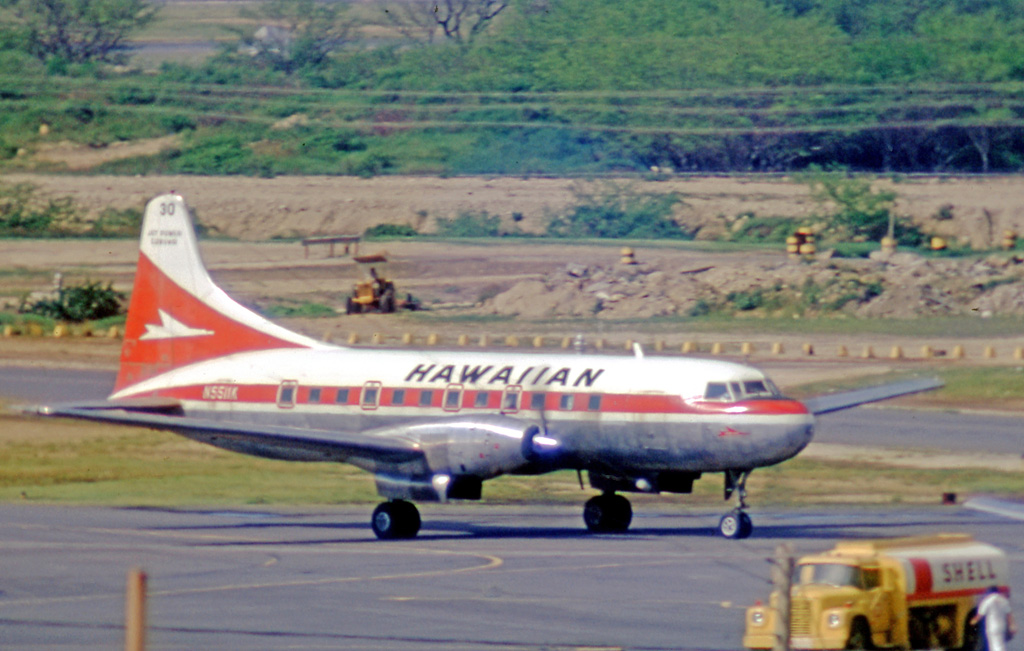
Uno dei CV 340 successivamente convertiti a Convair CV-640.

Hawaiian Airlines (in hawaiano Hui Mokulele ʻo Hawaiʻi) è la maggiore compagnia aerea delle Hawaii. È la decima compagnia aerea degli Stati Uniti per volume di traffico e ha sede a Honolulu, la capitale delle Hawaii.
L'hub principale è presso l'aeroporto Internazionale Daniel K. Inouye sull'isola di Oʻahu e quello secondario nell'aeroporto di Kahului sull'isola di Maui. La società ha allestito anche una base operativai nell'aeroporto Internazionale di Los Angeles. Hawaiian opera voli verso Asia, Australia, Nuova Zelanda, Polinesia Francese, Samoa e Stati Uniti continentali. Secondo il registro delle imprese dell'arcipelago, al 2021, Hawaiian Airlines era di proprietà di Hawaiian Holdings, Inc. di cui Peter R. Ingram risultava presidente e amministratore delegato.
Hawaiian è la più anziana aerolinea statunitense che non ha mai avuto un incidente mortale o la perdita completa di un velivolo nel corso della sua storia, e spesso è in cima alla lista delle società aeree ppiù untuali negli Stati Uniti, così come il minor numero di cancellazioni, overbooking e problemi nella gestione dei bagagli.

## Storia

### Formazione, consolidamento, strutturazione (1929-1984)
Inter-Island Airways Ltd. (nel linguaggio hawaiano: Hui Mokulele Piliʻāina), il precursore di Hawaiian Airlines, fu costituita il 30 gennaio 1929. Sussidiaria di Inter-Island Steam Navigation Company, iniziò le operazioni il 6 ottobre 1929, con un Bellanca CH-300, effettuando brevi voli panoramici su Oʻahu. I servizi di linea iniziarono un mese dopo, l'11 novembre, utilizzando un anfibio Sikorsky S-38 con un volo da Honolulu a Hilo, tramite scali intermedi a Moloka'i e Maui.
Il 1º ottobre 1941, il nome fu cambiato in Hawaiian Airlines quando la compagnia eliminò gradualmente i vecchi idrovolanti Sikorsky S-38 e Sikorsky S-43. I primi Douglas DC-3 furono aggiunti alla flotta nell'agosto 1941; alcuni esemplari rimasero operativi fino al ritiro definitivo nel novembre 1968.
I moderni aerei pressurizzati, per primi i Convair CV-340, furono introdotti dal 1952. Ulteriori Convair 440 furono aggiunti nel 1959-60; la maggior parte fu convertita a turbina nel 1965-67. Gli ultimi furono venduti nel 1974.
Hawaiian Airlines iniziò a offrire servizi con i jet nel 1966 con l'acquisizione di alcuni Douglas DC-9-10, che dimezzarono i tempi di viaggio sulla maggior parte delle rotte. Nel 1978 tutte le attività merci furono vendute a Zantop International Airlines.

### Espansione fuori dalle Hawaii (1984-1994)
Hawaiian Airlines iniziò ad espandere la propria presenza nel corso degli anni '80, a seguito di un'intensa concorrenza sulle rotte tra le isole creata dall'ingresso nel mercato della Mid Pacific Air. Nel 1985, la compagnia inaugurò la sua prima rotta al di fuori del mercato inter-insulare attraverso servizi charter per il Sud Pacifico e poi per tutto il resto del Pacifico utilizzando Douglas DC-8. Nonostante i primi successi di questa nuova attività, Hawaiian venne costretta a ridurre i suoi servizi charter quando il governo federale vietò a tutti i DC-8 e i Boeing 707 senza kit per ridurre il rumore di operare negli Stati Uniti. Hawaiian, tuttavia, riuscì a ottenere una breve esenzione per i suoi servizi nel Pacifico meridionale.Subito dopo, all'inizio del 1985, la società ricevette i primi due Lockheed L-1011 TriStar in leasing. Uno venne utilizzato per lanciare il primo volo di linea, poi divenuto giornaliero, sulla rotta Honolulu-Los Angeles. Questo nuovo servizio mise Hawaiian in diretta concorrenza con i maggiori vettori aerei statunitensi per la prima volta nella sua storia. Per tutto il 1985 e il 1986, Hawaiian Airlines aggiunse ulteriori L-1011 alla sua flotta e li utilizzò per aprire servizi ad altre città gateway della costa occidentale come San Francisco, Seattle, Portland, Las Vegas e Anchorage, che misero Hawaiian in ulteriore concorrenza contro le principali compagnie statunitensi.
Nel frattempo, Hawaiian Airlines entrò anche nei mercati internazionali di Australia e Nuova Zelanda nel 1986 con servizi con un solo scalo all'aeroporto Internazionale di Pago Pago. Hawaiian ampliò anche in modo aggressivo il proprio business charter internazionale e perseguì contratti di trasporto militare. Ciò portò a una grande crescita dei ricavi della società e causò una riduzione della quota dei ricavi del servizio tra le isole a circa un terzo del totale.Durante gli anni '80, Hawaiian intraprese anche lo sviluppo e la costruzione dell'aeroporto di Kapalua sul lato ovest di Maui. Inaugurato nel 1987, l'aeroporto era stato progettato con una pista di 3.000 piedi, che limitava la sua capacità di gestire aeromobili di grandi dimensioni. Di conseguenza, quando l'aeroporto venne aperto per la prima volta, Hawaiian Airlines era l'unico vettore interinsulare con aeromobili in grado di servirlo. Con i suoi turboelica De Havilland Canada Dash 7, Hawaiian aveva un netto vantaggio competitivo nel mercato di Maui.
Verso gli anni '90, Hawaiian Airlines dovette affrontare difficoltà finanziarie, accumulando milioni di dollari di perdite nei tre anni precedenti. A causa delle operazioni sempre più non redditizie della compagnia aerea, nel settembre 1993 presentò istanza di protezione contro il fallimento secondo il Chapter 11. Durante questo periodo, la compagnia ridusse molti dei suoi costi; gli obiettivi erano: riorganizzare il debito, lottare con le concessioni dei dipendenti, tagliare la capacità in eccesso e razionalizzare la sua flotta eliminando molti degli aerei che aveva aggiunto alla sua flotta solo pochi anni prima.Nell'ambito della ristrutturazione, nel 1993 vendette l'aeroporto di Kapalua allo Stato delle Hawaii. Hawaiian interruppe subito i servizi per l'aeroporto quando ritirò la sua flotta di Dash 7. Il ritiro dei Dash 7 nel 1994 portò la compagnia aerea a gestire una flotta "all jet". Uscì dal fallimento nel settembre 1994.

### Flotta tutta a getto (1994-2003)

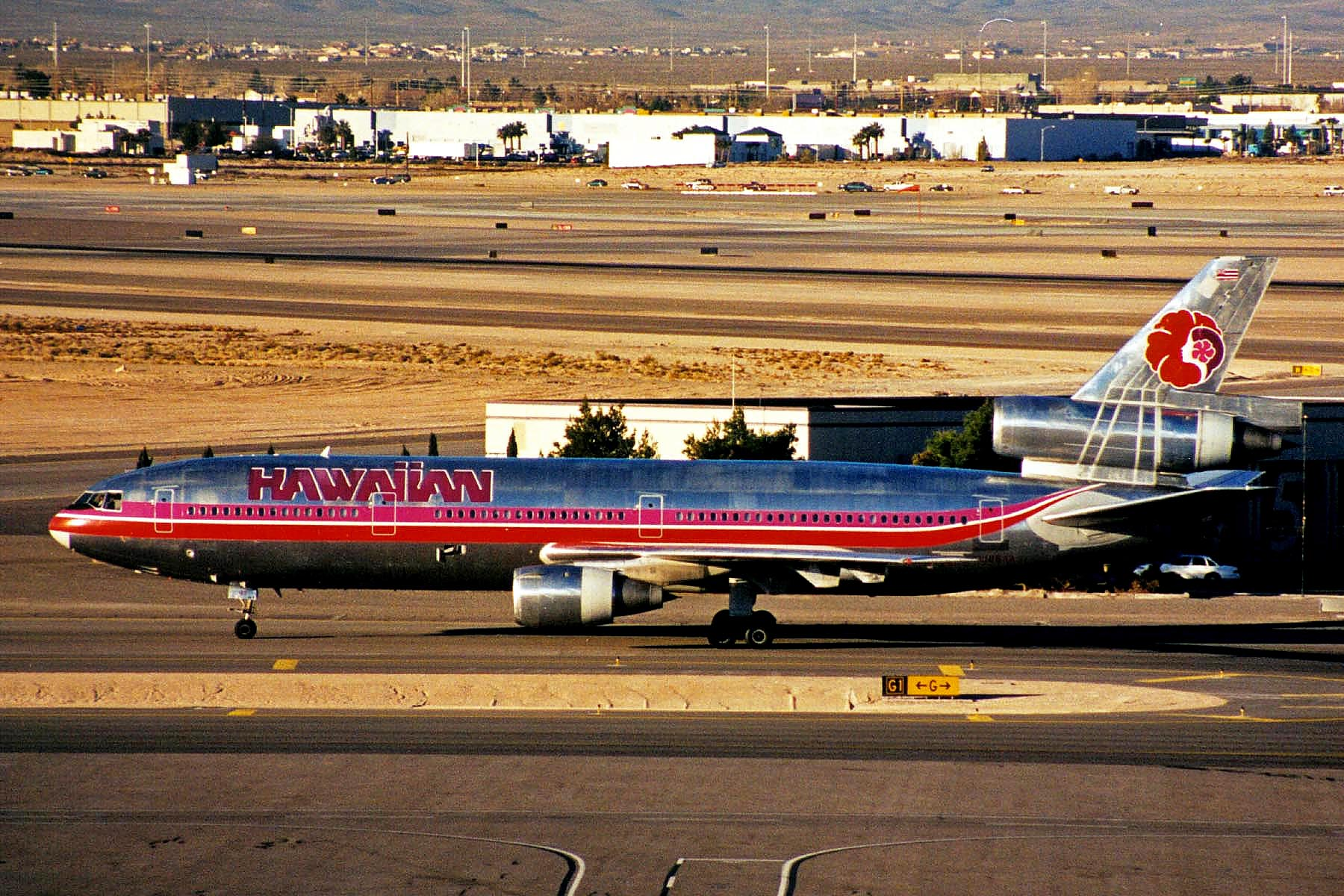
Uno dei DC-10 destinati a sostituire gli L-1011.

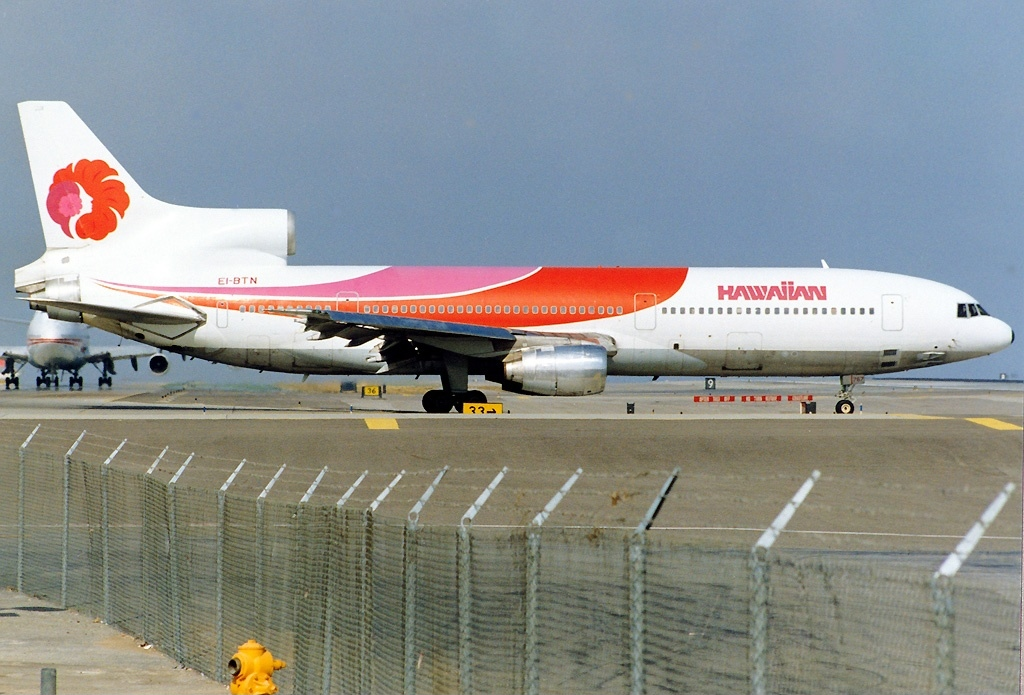
I Lockheed L-1011 permisero di attivare il primo servizio di linea verso gli Stati Uniti continentali.

Per sostituire i suoi DC-8 e L-1011, Hawaiian Airlines noleggiò sei DC-10 da American Airlines, che continuava a fornire i servizi di manutenzione agli aerei. L'accordo con American includeva anche la partecipazione di Hawaiian al sistema di prenotazione SABRE e al programma frequent flyer AAdvantage di American Airlines. I DC-10 furono successivamente ritirati tra il 2002 e il 2003. La società li sostituì con 14 Boeing 767 in leasing durante un programma di modernizzazione della flotta che aveva permesso di sostituire i vecchi DC-9 con i nuovi Boeing 717. Questi ultimi presentavano una versione aggiornata della tail art "Pualani" della compagnia sull'impennaggio.

### Seconda bancarotta e riorganizzazione (2003-2005)

Sbarco di passeggeri nell'aeroporto di Lihue, nell'isola Kauai

Nel marzo 2003, Hawaiian Airlines presentò istanza di protezione dal fallimento secondo il Chapter 11 per la seconda volta nella sua storia. La compagnia continuò le normali operazioni e all'epoca era in ritardo per 4,5 milioni di dollari di pagamenti al piano pensionistico dei piloti. All'interno dell'azienda, veniva suggerito di terminare il piano. A maggio 2005, Hawaiian Airlines ricevette l'approvazione del tribunale per il piano di riorganizzazione. La società uscì dalla tutela fallimentare il 2 giugno 2005, con costi operativi ridotti attraverso la rinegoziazione dei contratti con i propri gruppi di lavoro sindacali; leasing di aeromobili ristrutturati; e investimenti da RC Aviation, un'unità di Ranch Capital con sede a San Diego, che aveva acquistato una quota di maggioranza nella società madre Hawaiian Holdings Inc nel 2004.

### L'inizio del Nuovo Millennio (2005-2012)

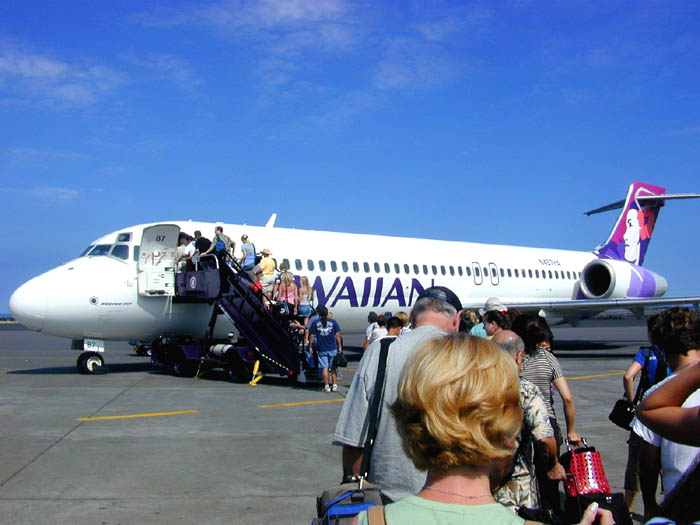
Imbarco di un Boeing 717 a Kona.

Il 1º ottobre 2005, Hawaiian Airlines iniziò voli giornalieri non-stop da Honolulu a San Jose, in California. Ciò ha reso la città il quinto gateway della California ad essere servito da Hawaiian; gli altri erano Los Angeles, San Diego, Sacramento e San Francisco.
Il 4 maggio 2006, Hawaiian Airlines ampliò il servizio tra la terraferma degli Stati Uniti e le Hawaii in previsione dell'introduzione di quattro Boeing 767-300 aggiuntivi, concentrati principalmente sull'espansione del servizio non-stop per l'aeroporto di Kahului da San Diego, Seattle e Portland. Furono inseriti anche voli aggiuntivi tra Honolulu e le città di Sacramento, Seattle e Los Angeles. Nel 2006, Hawaiian Airlines venne valutato come il miglior vettore che serve le Hawaii da Travel + Leisure, Zagat e Condé Nast Traveller.

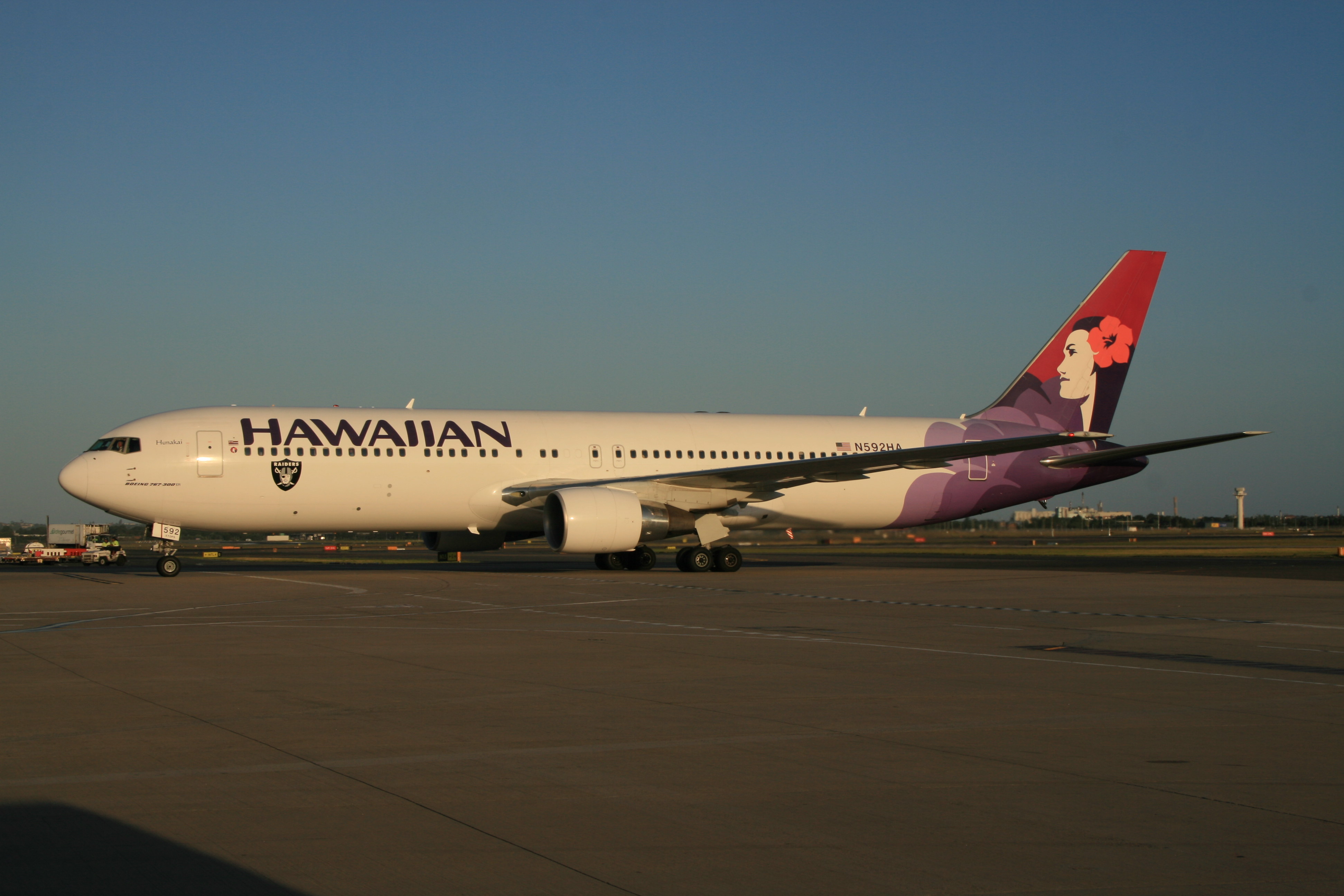
Un Boeing 767 con il logo dei Las Vegas Raiders.

Il 24 luglio 2007, Hawaiian Airlines e Air New Zealand firmarono un contratto da 45 milioni di dollari pagati alla compagnia neozelandese per eseguire la manutenzione dei Boeing 767 di Hawaiian. Questo contratto durò cinque anni. Air New Zealand affermò che questa opportunità avrebbe dato loro anche la possibilità di sviluppare la propria esperienza lavorando sui 767. Nell'agosto 2007, i Seattle Seahawks diventarono la seconda squadra sportiva a iniziare a utilizzare Hawaiian Airlines per viaggiare verso le partite. I Las Vegas Raiders, anche loro della NFL, volavano con Hawaiian Airlines dagli anni '90. Le due squadre in precedenza volavano sui Boeing 767 di Hawaiian da e verso tutte le loro partite, ma ora viaggiano sui più moderni Airbus A330. Molti dei Boeing 767 e A330 di Hawaiian erano e sono dotati di decalcomanie con i loghi dei Raiders.
Nel marzo 2008, la compagnia aerea ha lanciato voli diretti per Manila nelle Filippine, la prima grande espansione internazionale da quando era emersa dalla protezione contro il fallimento nel giugno 2005. In risposta alla chiusura di ATA Airlines e Aloha Airlines, la compagnia iniziò i voli verso Oakland il 1º maggio 2008.
Il 16 febbraio 2010, Hawaiian Airlines ha chiesto l'approvazione del Dipartimento dei trasporti degli Stati Uniti per iniziare voli diretti dal suo hub di Honolulu a Tokyo-Haneda nel 2010. La compagnia era una delle cinque (le altre erano Delta Air Lines, Continental Airlines, United Airlines e American Airlines) che chiedevano l'approvazione per servire Haneda come parte dell'accordo OpenSkies USA-Giappone. I voli iniziarono il 18 novembre 2010. Inoltre, la compagnia aerea aveva in programma di stabilire un accordo di code-share con All Nippon Airways.

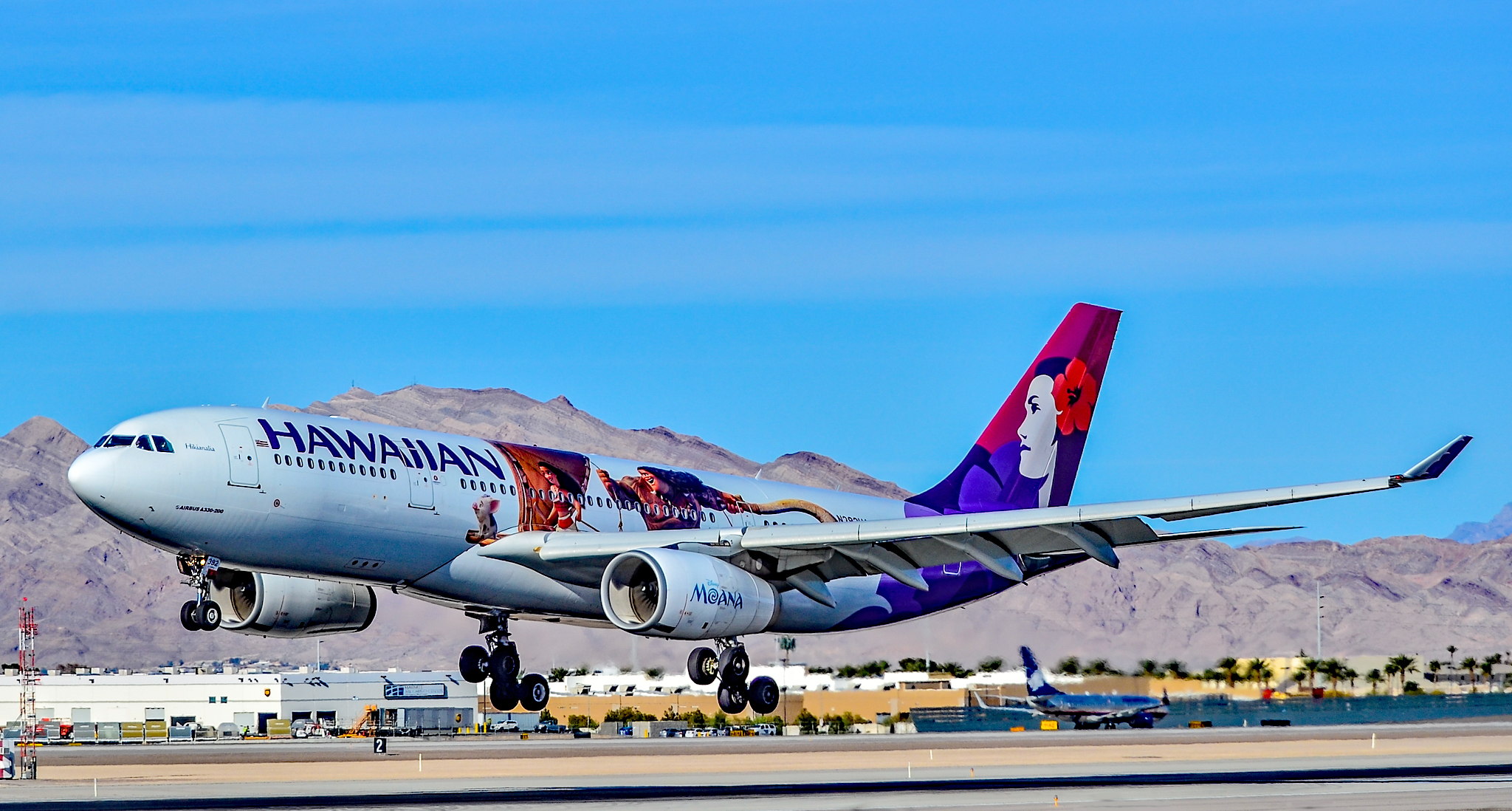
Un Airbus A330 in atterraggio a Las Vegas nel 2016.

Il 12 gennaio 2011, Hawaiian Airlines ha iniziato un servizio non-stop per Seul-Incheon, Corea del Sud. Il 31 marzo 2011, la compagnia ha annunciato che avrebbe rinnovato la hall del check-in del terminal tra le isole dell'aeroporto Internazionale di Honolulu (l'hub principale delle Hawaii).  Il 17 novembre 2011, sono stati ordinati cinque Airbus A330-200.
Il 4 giugno 2012, Hawaiian si è espansa fino alla costa orientale con voli giornalieri per l'aeroporto Internazionale John F. Kennedy di New York. Il 30 agosto 2012, Hawaiian ha presentato una domanda al Dipartimento dei trasporti degli Stati Uniti per una rotta senza scalo tra Kona e Tokyo-Haneda. Ciò avrebbe riempito il vuoto lasciato da Japan Airlines quando aveva cessato il servizio per Kona quasi due anni prima. Tuttavia, il Dipartimento dei trasporti degli Stati Uniti respinse la richiesta della compagnia. Il 3 dicembre 2012, Hawaiian ha svelato i piani per iniziare i voli per Taipei, Taiwan (Repubblica di Cina) a partire dal 9 luglio 2013 come parte dei suoi piani di espansione.

### Espansione e sussidiarie (2013-2023)
L'11 febbraio 2013, la compagnia ha annunciato una nuova impresa nel settore dei turboelica tra le isole, "Ohana by Hawaiian". I servizi sarebbero stati operati da Empire Airlines utilizzando gli ATR 42-500 a turboelica. I servizi sono iniziati l'11 marzo 2014 tra Molokaʻi e Lānaʻi. La compagnia ha ampliato la rete aggiungendo più rotte alla Ohana by Hawaiian tra Kahului, Kailua-Kona e Hilo durante l'estate del 2014. Il 10 aprile 2013, la compagnia ha annunciato la sua prima destinazione in Cina, con il servizio verso Pechino che sarebbe dovuto iniziare il 16 aprile 2014, in attesa dell'approvazione del governo. Allo stesso tempo, la compagnia aerea ha annunciato che avrebbe terminato il servizio per Manila nelle Filippine il 31 luglio 2013. L'11 luglio 2013, Hawaiian ha firmato un accordo di code-share con China Airlines.
Il 12 marzo 2014, Hawaiian ha annunciato che avrebbe iniziato il servizio giornaliero tra Kahului e Los Angeles il 2 maggio, aggiungendo un secondo volo dal 30 giugno all'8 settembre in risposta alla domanda dei passeggeri. Avrebbe anche iniziato il servizio estivo senza sosta tra Los Angeles e sia Līhu'e, Kaua'i che Kona, Hawai'i.
Il 5 gennaio 2015, Hawaiian ha presentato nuovamente la sua domanda precedentemente rifiutata al Dipartimento dei trasporti degli Stati Uniti (DOT) per la rotta Kona-Haneda. La richiesta era motivata da una decisione del DOT nel dicembre 2014 di riesaminare l'interesse pubblico per la rotta Seattle-Tokyo di Delta Air Lines dopo che Delta aveva ridotto la frequenza dei voli da giornaliera a stagionale. Il 31 marzo, il DOT ha nuovamente negato la richiesta, optando invece per consentire a Delta di continuare a operare la rotta, con American Airlines che sarebbe subentrata se il servizio pianificato di Delta fosse cessato.
Il 1º maggio 2017, la compagnia ha rivelato un nuovo logo e una nuova livrea per i suoi aerei.
Il 6 marzo 2018, la compagnia ha annunciato un ordine per 10 Boeing 787-9 Dreamliner con opzioni per altri dieci; selezionando i motori GE GEnx.
A causa degli effetti economici della pandemia di COVID-19, Hawaiian Airlines ha riportato una perdita netta di oltre 100 milioni di dollari per il secondo trimestre del 2020.
Il 27 maggio 2021, Hawaiian ha annunciato che avrebbe dismesso il brand 'Ohana by Hawaiian. Le interruzioni dei servizi hanno costretto la compagnia a riconsiderare la fattibilità delle operazioni e a determinarne la chiusura. La flotta di ATR del vettore sarebbe stata spostata sulla terraferma e preparata per la vendita.
Il 25 aprile 2022, Hawaiian Airlines ha annunciato che sarebbe stata la prima grande compagnia aerea a offrire il servizio Starlink di SpaceX a bordo di tutti i suoi voli transpacifici a partire dal 2023.

### Fusione con Alaska Air Group (2024)
Nel dicembre 2023, l'Alaska Air Group ha annunciato l'intenzione di acquistare Hawaiian Airlines. L'offerta presentata ha un valore complessivo di 1,9 miliardi di US$, in quanto il gruppo Alaska Air ha proposto di pagare le azioni di Hawaiian 18 dollari ciascuna.
Il Dipartimento dei trasporti statunitense ha autorizzato la fusione nel settembre 2024, richiedendo alcuni accorgimenti alle compagnie: ad esempio, il mantenimento dei voli verso zone più remote e mal collegate (una quota importante delle destinazioni sia di Alaska Airlines che di Hawaiian Airlines), oltre a non ostacolare la concorrenza sulle loro rotte.
L'Alaska Air Group ha annunciato l'intenzione di mantenere attive entrambe le compagnie, che continueranno ad operare con le rispettive livree ed identità visive separate. È però prevista la fusione dei due programmi fedeltà in uno cumulativo. Tra le conseguenze della fusione, è previsto l'ingresso di Hawaiian Airlines in Oneworld, alleanza di cui Alaska Airlines fa parte dal 2021.

## Identità aziendale

### Proprietà e struttura
La società madre di Hawaiian Airlines, Inc. è Hawaiian Holdings, Inc. (NASDAQ: HA). Precedentemente quotata all'American Stock Exchange, la società è passata al NASDAQ il 2 giugno 2008. Hawaiian Holdings, Inc. è una holding la cui risorsa principale è la proprietà esclusiva di tutte le azioni ordinarie emesse e in circolazione di Hawaiian Airlines, Inc. Il 30 giugno 2008, la società ha annunciato di essere stata aggiunta all'indice Russell 3000.

### "Ohana by Hawaiian Airlines"

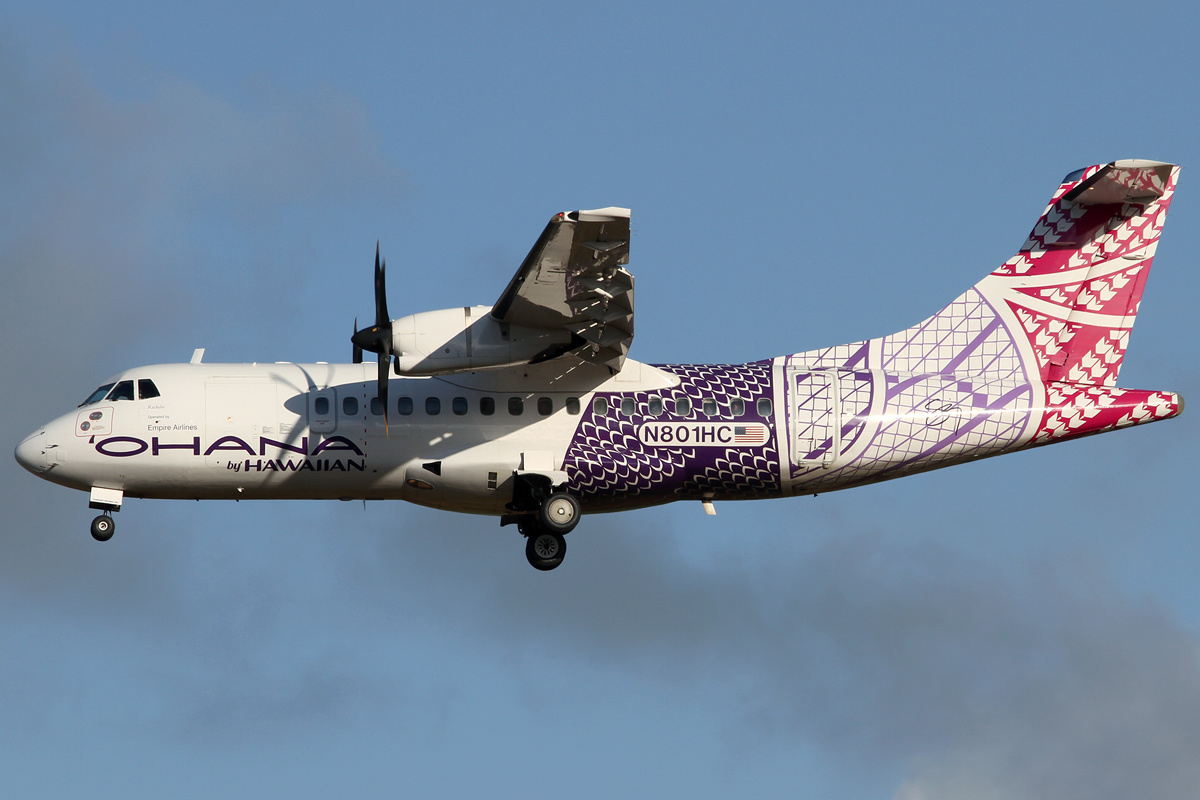
Un ATR 42-500 nei variopinti colori Ohana.

Ohana by Hawaiian era il nome di una serie di servizi di linea effettuati da Clearwater Flying Service (più conosciuta come "Empire Airlines") operati con quattro ATR 42 di proprietà di Hawaiian e sotto contratto a Empire Airlines. I servizi dovevano iniziare nell'estate 2013 con voli per Moloka'i e Lāna'i, cosa che non avvenne a causa dei ritardi di Federal Aviation Administration nella certificazione delle operazioni. I voli iniziarono finalmente l'11 marzo 2014 ma furono aboliti nella primavera 2021.

## Servizi

### Cabina

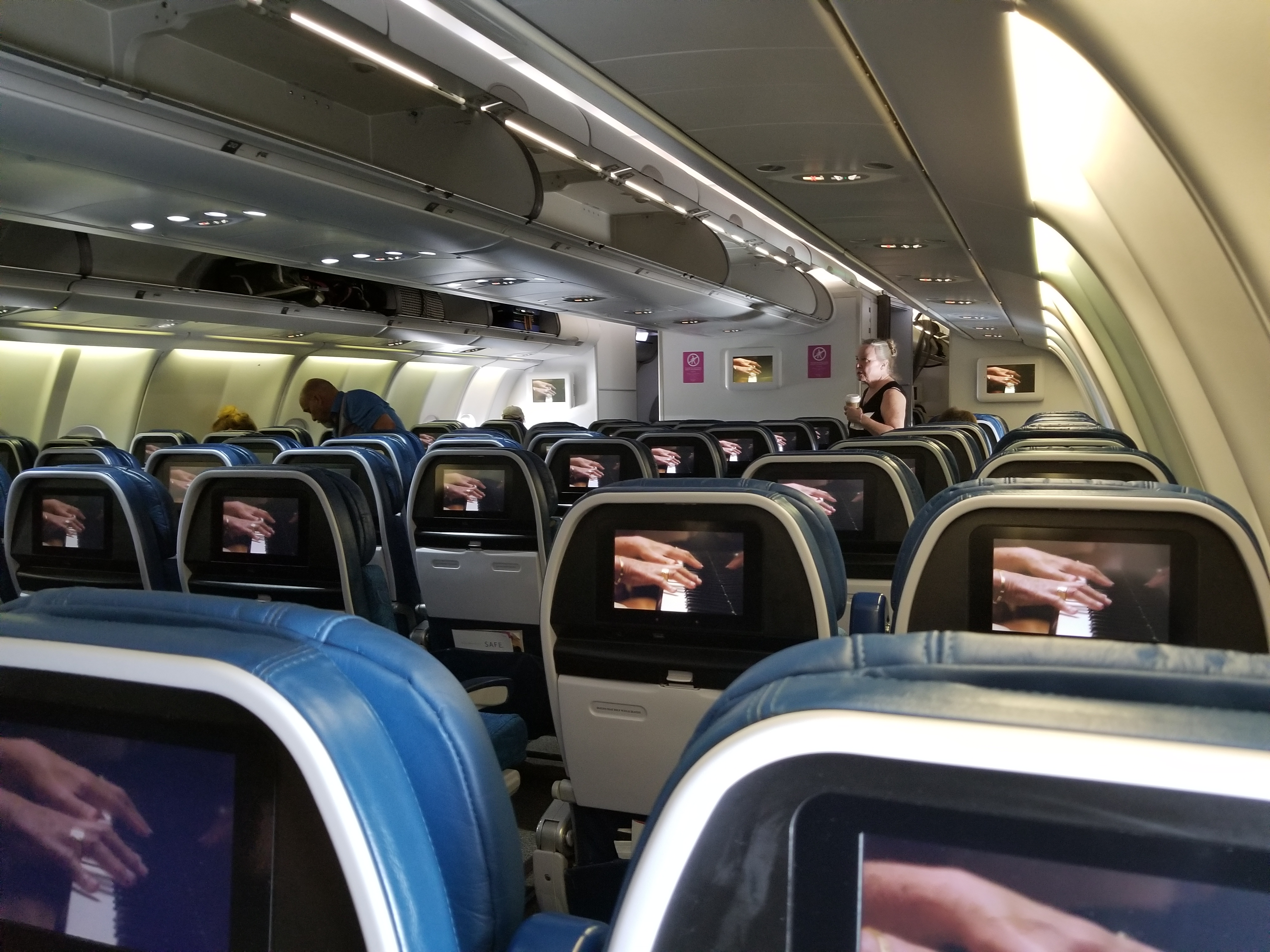
Economy class in un A330-200. Di fronte c'è uno schermo che funge da IFE.

Alla fine del 2014, Hawaiian Airlines ha iniziato a offrire posti a sedere Extra Comfort, come nuova classe sui suoi Airbus A330-200. I posti a sedere Economy Comfort offrivano maggiore spazio per i passeggeri, insieme a offerte di prodotti morbidi come cuscini sulle rotte internazionali.
Nell'ottobre 2015, Hawaiian ha annunciato che avrebbe aggiornato i sedili in business class dai sedili standard "a culla" a sedili reclinabili a 180 gradi sugli A330 in una configurazione 2-2-2. I nuovi sedili sono stati installati a partire dal secondo trimestre del 2016. Oltre all'upgrade in business class, la compagnia aerea ha aggiunto 28 ulteriori sedili Extra Comfort.
La cabina dell'Airbus A321neo utilizza design di ispirazione hawaiana, utilizzando una configurazione 3-3 nella cabina principale e una configurazione 2-2 in business class.

### Intrattenimento in volo
Prima del 1º settembre 2013, Hawaiian offriva a noleggio lettori video portatili DigEplayer. Gli Airbus A330 sono dotati di unità incorporate in ogni schienale. I nuovi Airbus A321neo sono dotati di intrattenimento tramite app presenti su uno schermo personale. A partire da luglio 2019, l'intrattenimento a bordo sui voli dalla terraferma verso le Hawaii è disponibile gratuitamente.

### Catering
Hawaiian offre un servizio bevande gratuito e a pagamento su tutti i suoi voli. I pasti non sono forniti sui voli interni alle isole a causa della loro breve durata (30-45 minuti). Sui voli continentali verso gli Stati Uniti, Hawaiian è una delle poche grandi compagnie aeree statunitensi a fornire pasti gratuiti nella sua cabina principale; ogni pasto è realizzato senza conservanti e con ingredienti completamente naturali ed è confezionato con materiali riciclabili. Nel 2009, Hawaiian ha introdotto pasti premium nella sua cabina principale, offrendo ai passeggeri la possibilità di avere il pasto gratuito o pagare per passare a un pasto premium. I pasti premium consistevano in una varietà di cucina asiatica di fascia alta, ma in seguito furono interrotti.
Nel marzo 2007, Hawaiian ha introdotto un "menu degustazione" o "menu tapas" per i passeggeri di business class sui voli continentali e internazionali degli Stati Uniti. Il menu era composto da venti portate a rotazione, con cinque disponibili su un dato volo. I passeggeri ricevevano informazioni sugli ingressi disponibili per il loro volo quando salivano a bordo o subito dopo il decollo e potevano scegliere fino a tre antipasti.
A partire dal 1º dicembre 2017, gli ospiti nella cabina principale sui voli tra le Hawaii e le città gateway occidentali degli Stati Uniti ricevono un servizio di ristorazione gratuito creato esclusivamente per il nuovo marchio Pau Hāna Café della compagnia aerea. Il Pau Hāna Café, pasti a marchio realizzati esclusivamente per la compagnia aerea, è composto da una colazione al sacco per il brunch e un panino caldo e un contorno per il pranzo. Pau Hāna, un termine hawaiano per "lavoro finito", è un momento per rilassarsi e distendersi dopo una lunga giornata di lavoro. Il servizio pasti è seguito da caffè e un dolce per dessert.
Il 20 dicembre 2017 la compagnia aerea ha annunciato la sua partnership con Mana Up, al fine di aumentare la diversità e il volume dei prodotti di produzione locale per servire i suoi ospiti a bordo.

### Programma frequent-flyer

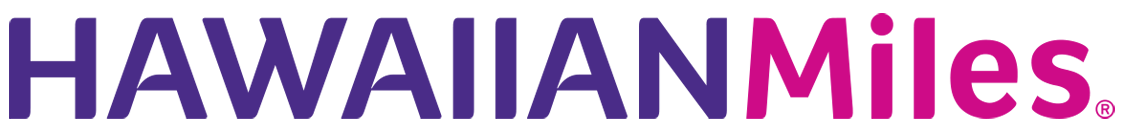
Il logo di HawaiianMiles.

Il programma frequent flyer di Hawaiian Airlines è HawaiianMiles, avviato nel 1983. Le miglia accumulate nel programma consentono ai membri di riscattare biglietti, aggiornare la classe di servizio o ottenere noleggi auto gratuiti o scontati, soggiorni in hotel, merce o altri prodotti e servizi tramite i partner. I membri più attivi, in base alla quantità e al prezzo del viaggio prenotato, sono designati Pualani Gold (vola 30 segmenti o vola per 20.000 miglia) e Pualani Platinum (vola 60 segmenti o vola per 40.000 miglia), con privilegi come il chek-in separato, l'accesso alla Premier Club Lounge a Honolulu, Hilo, Kona, Kahului e Līhu'e.
Hawaiian ha anche collaborazioni frequent flyer con diverse altre compagnie aeree, consentendo ai membri di HawaiianMiles di guadagnare miglia volando con le compagnie aeree partner. Alcune partnership limitano il credito solo a determinati voli, come i voli tra le isole o ai voli in code-share prenotati tramite Hawaiian.

## Destinazioni
Hawaiian Airlines serve destinazioni in diversi paesi e territori dell'Asia-Pacifico. La compagnia aerea ha aggiunto la sua sesta destinazione internazionale, l'aeroporto Internazionale di Incheon vicino a Seul, in Corea del Sud il 12 gennaio 2011. Opera anche voli internazionali diretti giornalieri e settimanali da Honolulu a Tahiti, Australia, Corea del Sud, Giappone, Stati Uniti continentali e Nuova Zelanda.

### Accordi di code share
Al 2021, Hawaiian Airlines ha accordi di code share ufficiali con le seguenti compagnie aeree:
- China Airlines
- Japan Airlines
- JetBlue
- Korean Air
- Virgin Australia

Inoltre, alcune compagnie aeree inseriscono il loro codice sui voli operati da Hawaiian:
- Air China
- American Airlines
- China Airlines
- Delta Air Lines
- Japan Airlines
- JetBlue Airways
- Korean Air
- Philippine Airlines
- Turkish Airlines
- United Airlines

### Accordi di interlinea
Al 2021, Hawaiian Airlines ha un accordo di interlinea con South African Airways.

## Flotta

### Flotta attuale
A settembre 2024 la flotta di Hawaiian Airlines è così composta:

### Tra le isole

#### Boeing 717

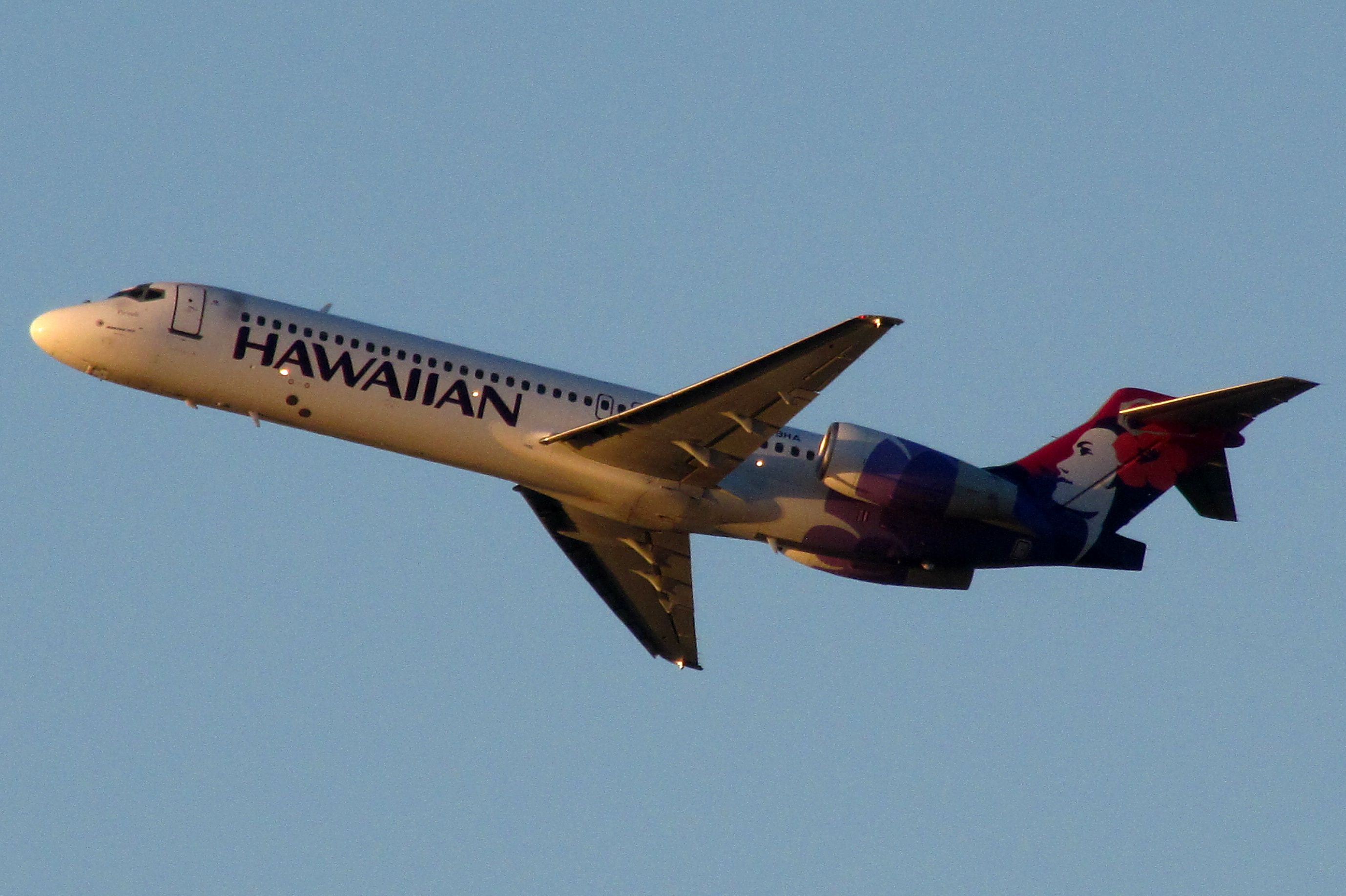
Un Boeing 717 in fase di decollo.

Hawaiian ha iniziato ad acquisire i Boeing 717 per operare rotte verso le isole vicine nel febbraio 2001. Il 4 giugno 2008, la compagnia ha annunciato di aver accettato di noleggiare altri quattro 717 per soddisfare la domanda a causa della chiusura delle operazioni passeggeri di Aloha Airlines e della chiusura di ATA Airlines, con consegne tra settembre e la fine del 2008.

#### ATR 42 (ʻOhana by Hawaiian)
Hawaiian Holdings ha rivelato il 17 luglio 2012 di aver firmato una lettera di intenti per l'acquisizione di alcuni ATR 42 con l'obiettivo di stabilire una sussidiaria per servire rotte che non erano nel sistema di Hawaiian. Nel dicembre 2012, è stato annunciato che Empire Airlines avrebbe operato gli aerei per conto di Hawaiian. Un quarto ATR 42 è stato acquistato nel giugno 2018.

#### Airbus A321neo
Hawaiian Airlines ha iniziato a utilizzare un A321neo sulla rotta da Honolulu a Kahului e da Kahului a Honolulu nel gennaio 2020. Questo percorso veniva eseguito quattro volte a settimana; da agosto 2020, la rotta viene effettuata giornalmente.

### A medio e lungo raggio

#### Airbus A330-200

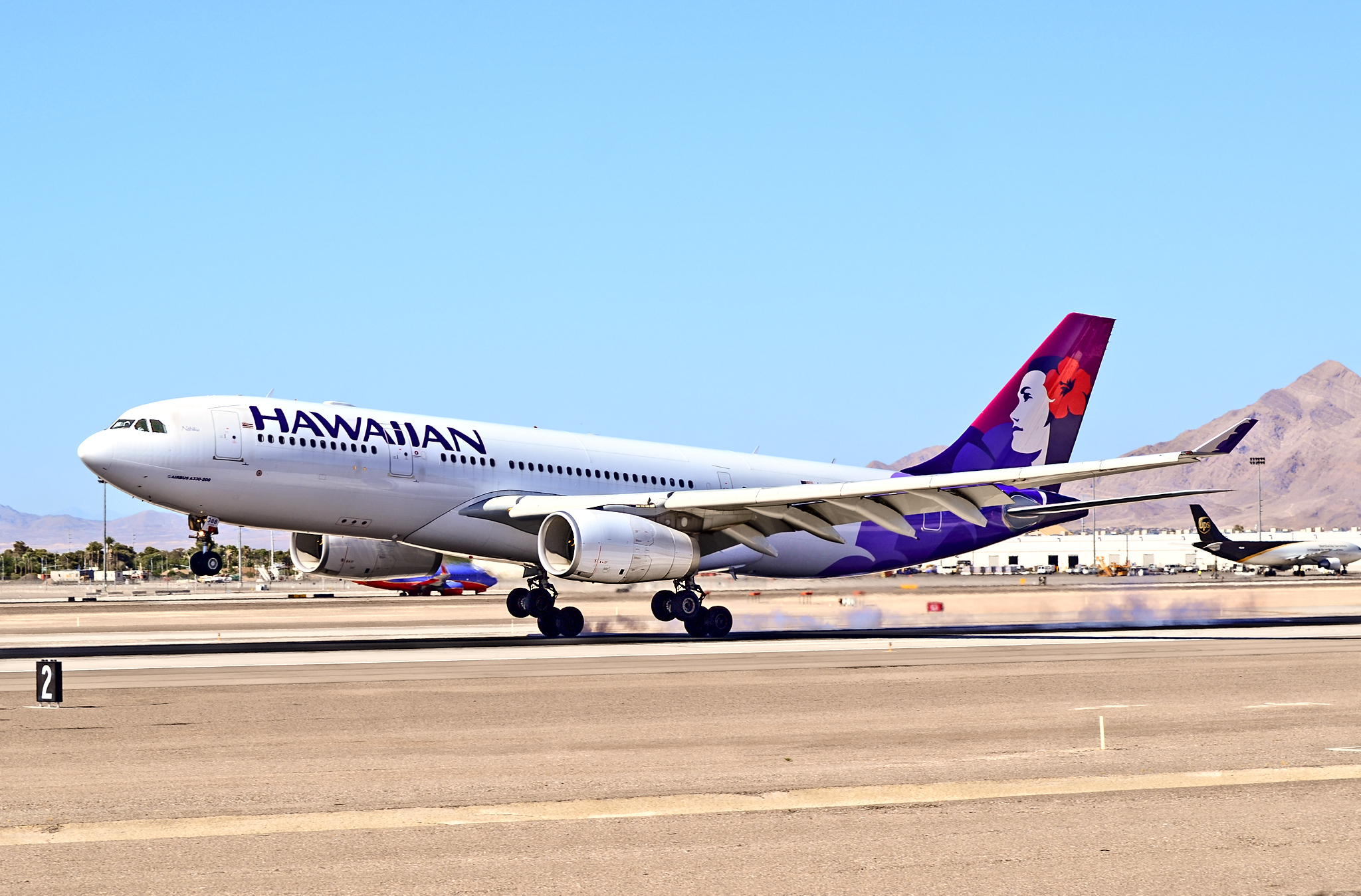
Gli Airbus A330-200 costituiscono la spina dorsale della flotta a lungo raggio.

Il 27 novembre 2007, Hawaiian Airlines ha firmato un MOU (Memorandum of Understanding) con Airbus per 24 jet a lungo raggio al prezzo di 4,4 miliardi di dollari. L'ordine includeva sei Airbus A330-200 con altri sei come opzione e sei Airbus A350-800 con altri sei come opzione. Vennero discussi i piani per volare fino a Parigi e Londra. Le consegne per gli A330 sono iniziate nel 2010, mentre il primo A350 doveva essere consegnato nel 2017.
Il 27 ottobre 2008, Hawaiian ha annunciato che, prima dell'arrivo dei suoi nuovi A330, avrebbe noleggiato due ulteriori Airbus A330-200,a partire dal 2011, estendendo allo stesso tempo il noleggio di due Boeing 767-300ER. Due settimane dopo, la compagnia ha annunciato il noleggio di un ulteriore A330-200 per la consegna nel secondo trimestre del 2010, e ha negoziato per la consegna di un aeromobile dal precedente contratto di locazione da spostare nello stesso trimestre. Nel dicembre 2010, Hawaiian ha ordinato altri sei A330-200, portando il totale della flotta a 15. Ulteriori accordi sono stati firmati con Air Lease Corporation (un aeromobile), e tre aeromobili ciascuno da Hong Kong Aviation Capital e Jackson Square Aviation, portando il totale a ventidue esemplari. Nel luglio 2015, Hawaiian ha annunciato il leasing di un altro A330-200 da Air Lease Corporation. L'acquisto di un altro A330-200 è stato annunciato nel dicembre 2016.

#### Airbus A321neo

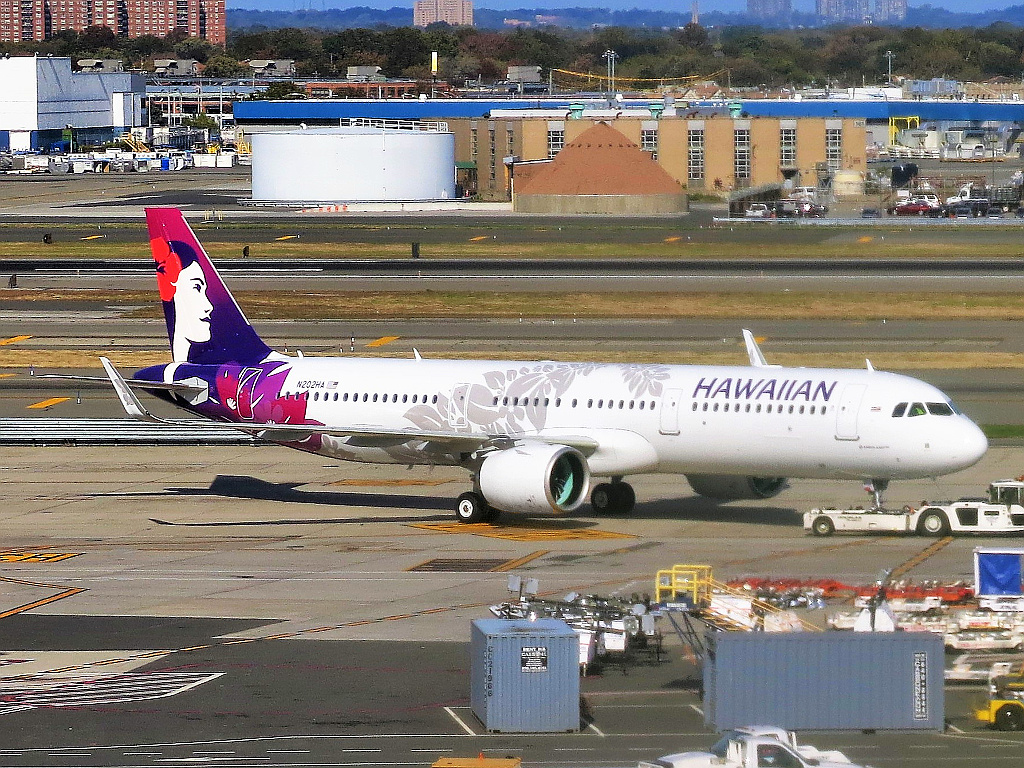
Il primo A321neo a New York durante il volo di consegna.

Nel gennaio 2013, Hawaiian ha firmato un memorandum d'intesa con Airbus per un ordine di 16 A321neo più un massimo di 9 opzioni. Gli aerei sono configurati in un layout a 2 classi da 189 posti. A seguito del completamento dei contratti di lavoro relativi al funzionamento dell'aeromobile con i sindacati dei piloti e degli assistenti di volo della compagnia aerea, la stessa ha finalizzato l'ordine nel marzo 2013. Nel dicembre 2016, Hawaiian ha annunciato l'intenzione di noleggiare altri due A321neo, portando a 18 il numero di esemplari. Il primo volo è avvenuto il 17 gennaio 2018 da Kahului a Oakland.

#### Boeing 787-9
Nel febbraio 2018, si diceva che Hawaiian avrebbe annullato il suo ordine per sei A330-800neo e li avrebbe sostituiti con i Boeing 787-9. Boeing valutava gli aerei a meno di 115 milioni, e forse meno di 100 milioni di dollari ciascuno; il costo di produzione di un 787-9 è compreso tra gli 80 milioni e i 90 milioni. Boeing Capital ha anche annullato in anticipo i contratti di locazione per tre 767-300ER; questi aerei dovevano essere trasferiti alla United Airlines. Inizialmente, Hawaiian ha rifiutato di annullare il suo ordine per gli A330-800, ma non ha annullato neanche il nuovo accordo con Boeing. Tuttavia, il 6 marzo 2018, Hawaiian ha confermato la cancellazione dell'ordine degli A330-800 e la firma di una lettera di intenti con Boeing per l'acquisto di dieci 787-9, cinque di proprietà e cinque in leasing, con opzioni per altri dieci aerei; l'accordo è stato finalizzato al Farnborough Air Show nel luglio 2018.

### Flotta storica

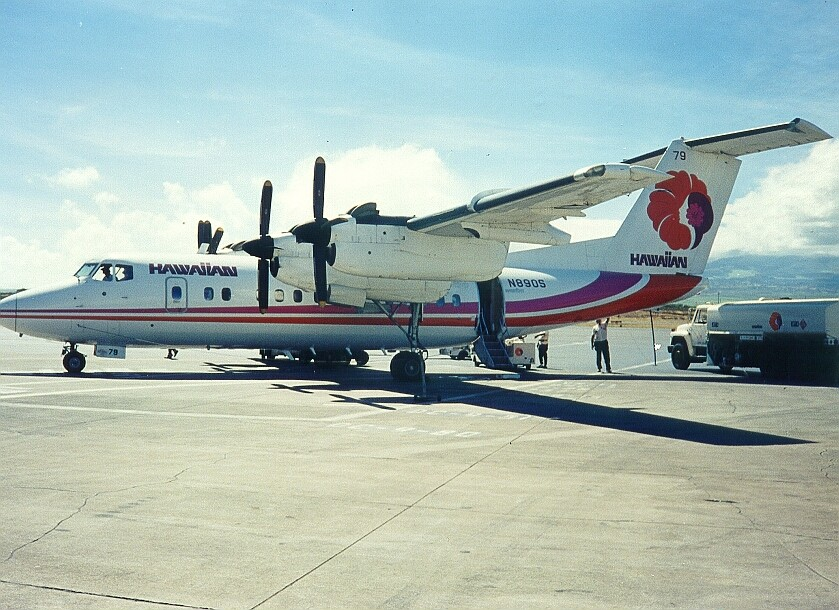
Un de Havilland Canada Dash 7 nel 1987.

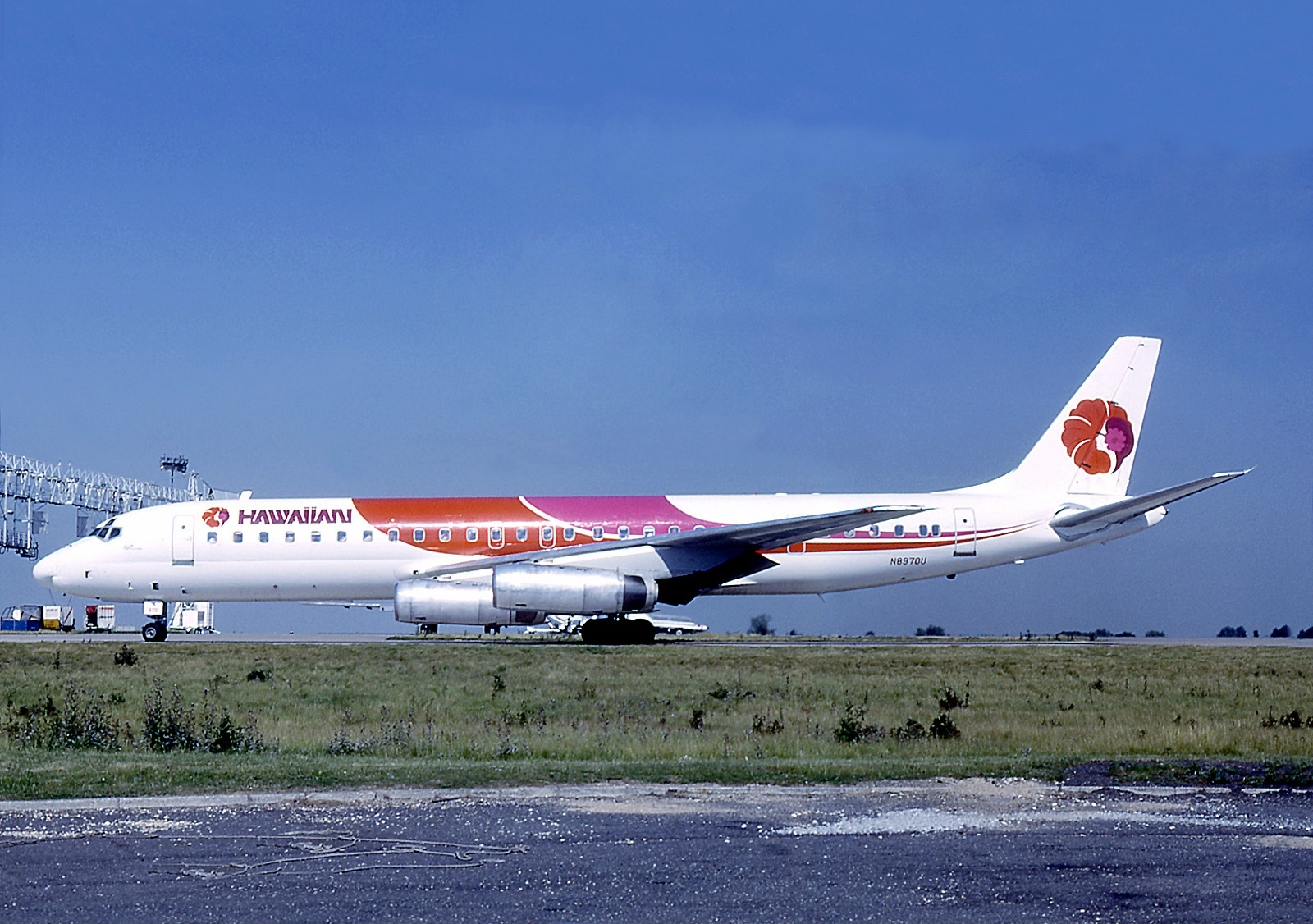
Un Douglas DC-8-62 nel 1990.

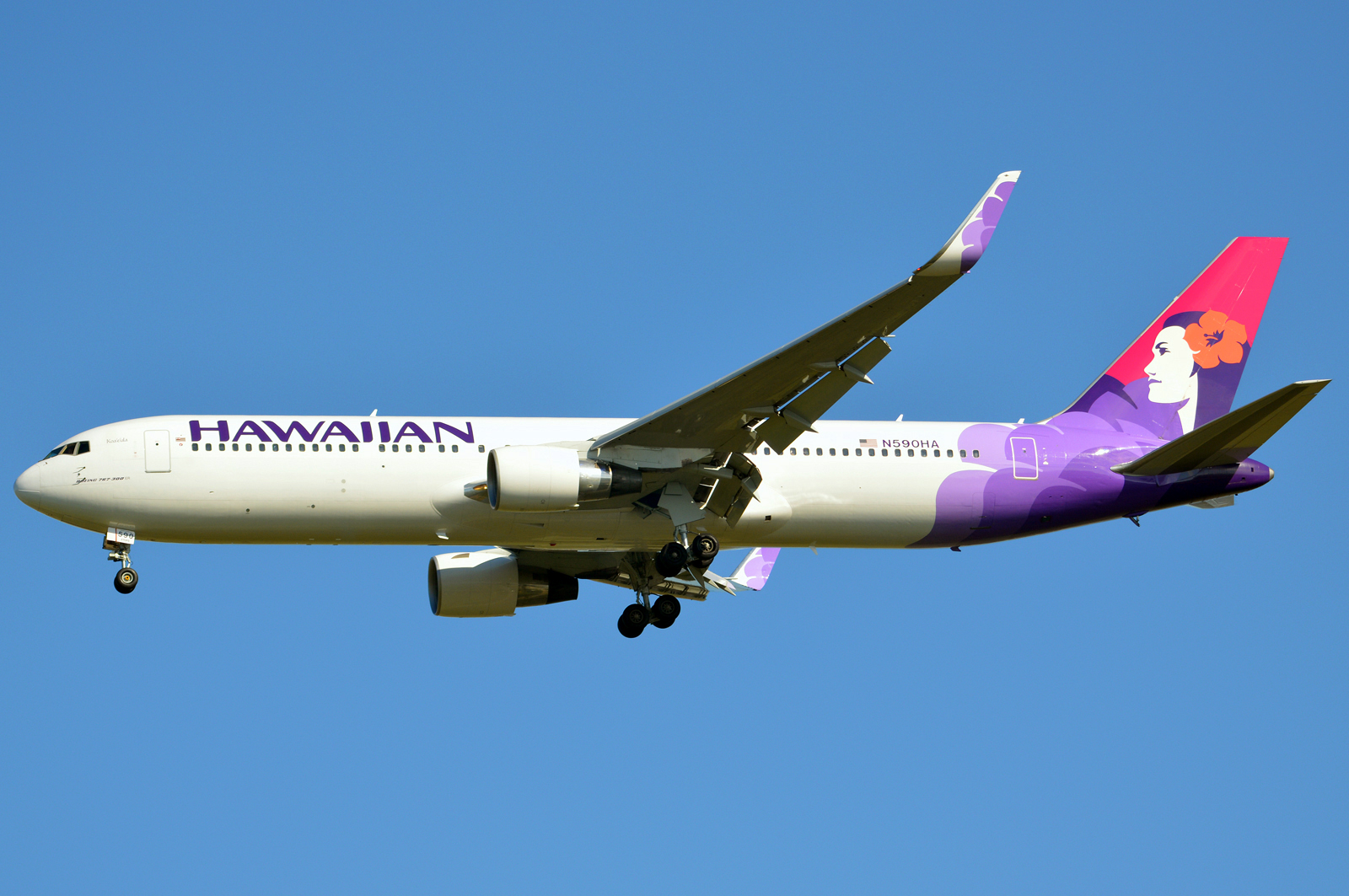
Un Boeing 767-300ER nel 2012.

Hawaiian Airlines operava in precedenza con i seguenti aeromobili: